# بلدة ألكسندر (مقاطعة أثينز)
بلدة ألكسندر هي واحدة من أربع عشرة بلدة في مقاطعة أثينا، أوهايو، الولايات المتحدة. وجد تعداد عام 2010، 2811 شخصًا في البلدة.

## روابط خارجية
- موقع المقاطعة